# Tomasz Dzierżanowski

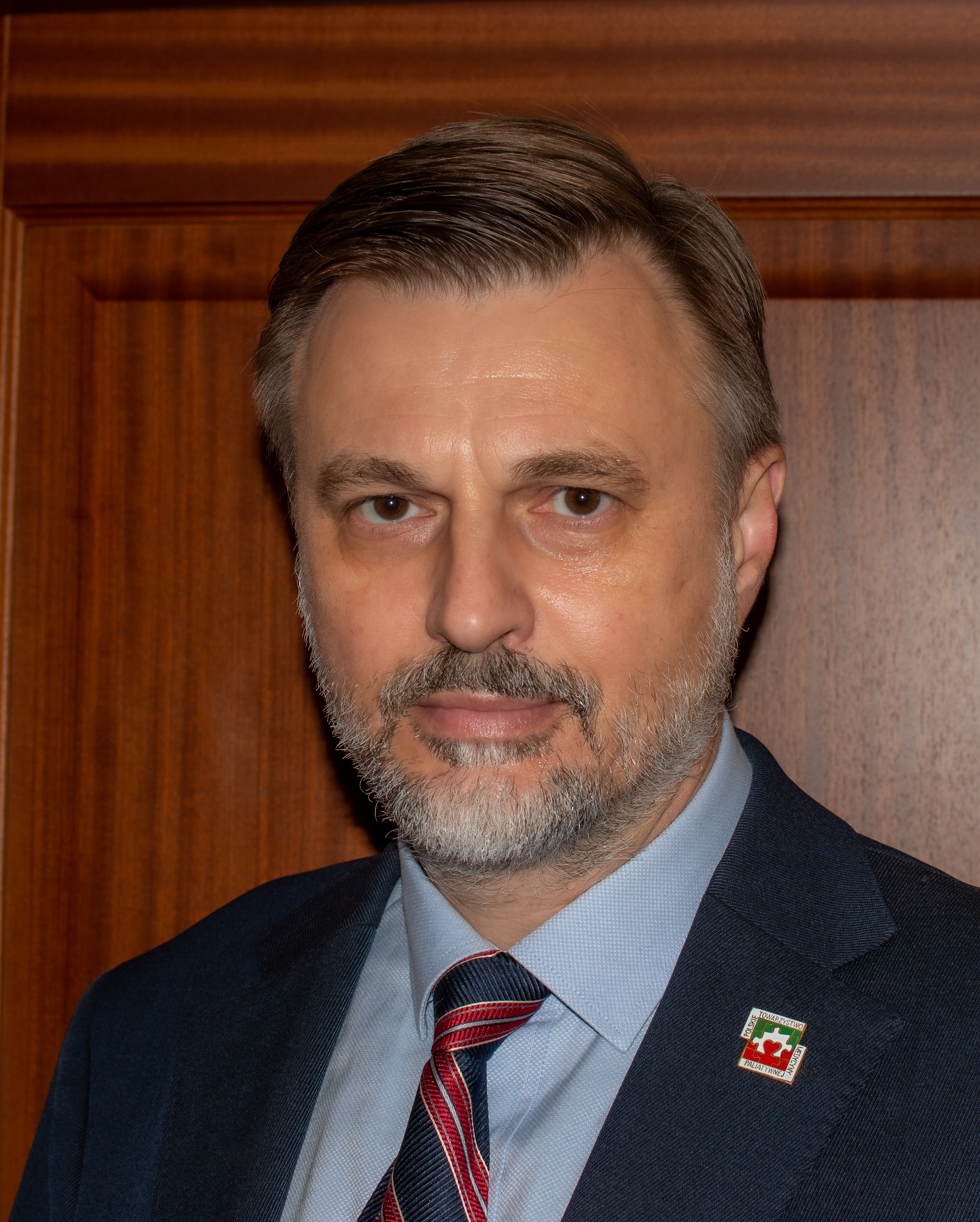
Tomasz Dzierżanowski (2022)

Tomasz Dzierżanowski – polski lekarz, dr hab. nauk medycznych i nauk o zdrowiu, specjalista chorób wewnętrzych, specjalista medycyny paliatywnej, Kierownik Kliniki Medycyny Paliatywnej Warszawskiego Uniwersytetu Medycznego.

## Życiorys
W 1992 r. ukończył studia medyczne w Akademii Medycznej w Białymstoku, w 2011 r. obronił pracę doktorską pt. Obciążenia opioidami na skuteczność zastosowania metylonaltreksonu u pacjentów z zaparciem stolca w zaawansowanym stadium choroby nowotworowej, której promotorem był prof. Jarosław Reguła, w 2022 r. habilitował się na podstawie pracy zatytułowanej Paradygmat optymalnej opieki paliatywnej - identyfikacja barier, propozycje rozwiązań, nowe możliwości i podjęte zadania.
W latach 2009-2019 związany z Uniwersytetem Medycznym w Łodzi, gdzie w 2012-2019 pracował w Pracowni Medycyny Paliatywnej. Od 2018 r. zatrudniony na stanowisku adiunkta w Warszawskim Uniwersytecie Medycznym. Założył Pracownię Medycyny Paliatywnej w Zakładzie Medycyny Społecznej i Zdrowia Publicznego. Od 2023 r. jest kierownikiem Kliniki Medycyny Paliatywnej Warszawskiego Uniwersytetu Medycznego, którą założył w Szpitalu Klinicznym Dzieciątka Jezus na ul. Williama H. Lindleya 4, wchodzącego w skład Uniwersyteckiego Centrum Klinicznego WUM.
W latach 2011-2012 sekretarz Zespołu Ekspertów ds. Opieki Paliatywnej i Hospicyjnej przy Ministrze Zdrowia oraz w latach 2022-2023 członek Zespołu do spraw przygotowania projektu długookresowej strategii rozwoju opieki paliatywnej i hospicyjnej.

## Publikacje
Autor lub współautor ponad 160 publikacji naukowych: książek, rozdziałów do książek i artykułów, a także książki opisującej osobiste przeżycia jako lekarza medycyny paliatywnej w pierwszych latach pracy w hospicjum pt. Brzegi dobrej Rzeki. Multico, Warszawa 2016. ISBN 978-83-7763-386-1 (pierwsze wydanie pt. Zimne wody Styksu. Termedia, Poznań 2011. ISBN 978-83-62138-71-5).
Współautor wielu zaleceń praktyki klinicznej, w tym organizacji międzynarodowych European Society for Medical Oncology (ESMO), Multinational Association of Supportive Care in Cancer (MASCC).